# Aeropuerto de Limoges
El Aeropuerto internacional de Limoges-Bellegarde  está situado en la comuna de Limoges. Es utilizado como entrada de la aglomeración y del departamento de Limousin. Se encuentra a una distancia de 8 km del centro de Limoges y a 20 km de Saint-Junien, segunda ciudad del departamento de Haute-Vienne. En un radio de 90 minutos en coche se encuentran las aglomeraciones de Poitiers, Périgueux, Angoulême, Chateauroux, Guéret, Tulle y Brive.
Posee una pista de más de 2000 m .

## Aerolíneas y destinos

### Destinos nacionales
| Ciudades                  | Nombre del aeropuerto            | Aerolíneas           |
| Francia                   | Francia                          | Francia              |
| ------------------------- | -------------------------------- | -------------------- |
| Auvernia-Ródano-Alpes     |                                  |                      |
| Lyon                      | Aeropuerto de Lyon-Saint Exupéry | Chalair Aviation     |
| Provenza-Alpes-Costa Azul |                                  |                      |
| Marsella                  | Aeropuerto de Marsella-Provenza  | Ryanair (estacional) |

### Destinos internacionales
| Ciudades por países | Nombre del aeropuerto                      | Aerolíneas           |
| África              | África                                     | África               |
| ------------------- | ------------------------------------------ | -------------------- |
| Marruecos           |                                            |                      |
| Marrakech           | Aeropuerto de Marrakech-Menara             | Ryanair              |
| Europa              |                                            |                      |
| Reino Unido         |                                            |                      |
| Bristol             | Aeropuerto Internacional de Bristol        | Ryanair (estacional) |
| Leeds               | Aeropuerto Internacional de Leeds Bradford | Ryanair (estacional) |
| Londres             | Aeropuerto de Londres-Stansted             | Ryanair              |
| Mánchester          | Aeropuerto de Mánchester                   | Ryanair              |
| Nottingham          | Aeropuerto de East Midlands                | Ryanair (estacional) |

## Estadísticas
Ver fuente y consulta Wikidata.